# 舒州 (北周)
舒州，中国北周时设置的州。
周宣帝大象二年（580年）北周改豫州置舒州，治所在上蔡县（在今河南省驻马店市汝南县汝宁镇）。轄下

汝南郡（下辖上蔡县、保城县、安阳县、建宁县）、

临颍郡（下辖西平县、临颍县、邵陵县）、

汝阳郡（下辖汝阳县、武津县）、

文城郡（下辖武阳县、遂宁县）、

初安郡（下辖安昌县、昭越县、怀德县）、

广宁郡（下辖新蔡县、澺水县、鲖县、包信县）。
隋文帝开皇元年（581年）隋朝再改舒州为豫州。